# Bazoches-les-Gallerandes
Bazoches-les-Gallerandes és un municipi francès, situat al departament del Loiret i a la regió de Centre. L'any 2007 tenia 1.442 habitants.

## Demografia

### Població
El 2007 la població de fet de Bazoches-les-Gallerandes era de 1.442 persones. Hi havia 564 famílies, de les quals 152 eren unipersonals (84 homes vivint sols i 68 dones vivint soles), 172 parelles sense fills, 200 parelles amb fills i 40 famílies monoparentals amb fills.
La població ha evolucionat segons el següent gràfic:
Habitants censats

### Habitatges
El 2007 hi havia 686 habitatges, 582 eren l'habitatge principal de la família, 51 eren segones residències i 53 estaven desocupats. 603 eren cases i 76 eren apartaments. Dels 582 habitatges principals, 454 estaven ocupats pels seus propietaris, 115 estaven llogats i ocupats pels llogaters i 13 estaven cedits a títol gratuït; 20 tenien una cambra, 47 en tenien dues, 81 en tenien tres, 150 en tenien quatre i 284 en tenien cinc o més. 440 habitatges disposaven pel capbaix d'una plaça de pàrquing. A 266 habitatges hi havia un automòbil i a 260 n'hi havia dos o més.

### Piràmide de població
La piràmide de població per edats i sexe el 2009 era:
| Homes | Edats   | Dones |
| ----- | ------- | ----- |
| 0     | 95 o +  | 0     |
| 12    | 90 a 94 | 8     |
| 16    | 85 a 89 | 16    |
| 8     | 80 a 84 | 28    |
| 24    | 75 a 79 | 28    |
| 44    | 70 a 74 | 32    |
| 8     | 65 a 69 | 24    |
| 20    | 60 a 64 | 16    |
| 48    | 55 a 59 | 20    |
| 52    | 50 a 54 | 52    |
| 52    | 45 a 49 | 52    |
| 20    | 40 a 44 | 36    |
| 40    | 35 a 39 | 52    |
| 80    | 30 a 34 | 52    |
| 36    | 25 a 29 | 28    |
| 44    | 20 a 24 | 36    |
| 52    | 15 a 19 | 44    |
| 60    | 10 a 14 | 36    |
| 56    | 5 a 9   | 56    |
| 36    | 0 a 4   | 40    |

## Economia
El 2007 la població en edat de treballar era de 897 persones, 703 eren actives i 194 eren inactives. De les 703 persones actives 652 estaven ocupades (361 homes i 291 dones) i 51 estaven aturades (20 homes i 31 dones). De les 194 persones inactives 68 estaven jubilades, 63 estaven estudiant i 63 estaven classificades com a «altres inactius».

### Ingressos
El 2009 a Bazoches-les-Gallerandes hi havia 572 unitats fiscals que integraven 1.483 persones, la mediana anual d'ingressos fiscals per persona era de 17.758 €.

### Activitats econòmiques
Dels 65 establiments que hi havia el 2007, 1 era d'una empresa extractiva, 2 d'empreses alimentàries, 1 d'una empresa de fabricació de material elèctric, 7 d'empreses de fabricació d'altres productes industrials, 9 d'empreses de construcció, 8 d'empreses de comerç i reparació d'automòbils, 5 d'empreses de transport, 2 d'empreses d'hostatgeria i restauració, 1 d'una empresa d'informació i comunicació, 4 d'empreses financeres, 10 d'empreses de serveis, 11 d'entitats de l'administració pública i 4 d'empreses classificades com a «altres activitats de serveis».
Dels 18 establiments de servei als particulars que hi havia el 2009, 1 era una oficina de correu, 1 una oficina bancària, 2 tallers de reparació d'automòbils i de material agrícola, 1 establiment de lloguer de cotxes, 1 autoescola, 3 paletes, 2 guixaires pintors, 2 fusteries, 2 lampisteries, 2 perruqueries i 1 restaurant.
Dels 2 establiments comercials que hi havia el 2009, 1 era una botiga de menys de 120 m² i 1 una fleca.
L'any 2000 a Bazoches-les-Gallerandes hi havia 29 explotacions agrícoles que ocupaven un total de 2.442 hectàrees.

## Equipaments sanitaris i escolars
L'únic equipament sanitari que hi havia el 2009 era una farmàcia.
El 2009 hi havia 1 escola maternal i 1 escola elemental. Bazoches-les-Gallerandes disposava d'un col·legi d'educació secundària amb 409 alumnes.

## Poblacions més properes
El següent diagrama mostra les poblacions més properes.